# Wójcin
Wójcin [pronunciación en polaco: /ˈvui̯t͡ɕin/] es un pueblo en el distrito administrativo de Gmina Paradyż, dentro del Distrito de Opoczno, Voivodato de Łódź, en Polonia central. Se encuentra aproximadamente 7 kilómetros al noroeste de Paradyż, 19 kilómetros al oeste de Opoczno, y 64 kilómetros al sureste de la capital regional, Łódź.